# Boris Sazonow
Boris Anatoljewicz Sazonow (ros. Борис Анатольевич Сазонов) – rosyjski brydżysta.
Boris Sazonow w latach 2000–2008 na olimpiadach, mistrzostwach świata i Europy był niegrającym kapitanem reprezentacji open lub kobiet Rosji.

## Wyniki brydżowe

### Zawody światowe
| Mistrzostwa Świata. Konkurencja teamów | Mistrzostwa Świata. Konkurencja teamów | Mistrzostwa Świata. Konkurencja teamów   | Mistrzostwa Świata. Konkurencja teamów | Mistrzostwa Świata. Konkurencja teamów | Mistrzostwa Świata. Konkurencja teamów |
| Rok                                    | Miejsce                                | Zawody                                   | Kategoria                              | Drużyna                                | Pozycja                                |
| -------------------------------------- | -------------------------------------- | ---------------------------------------- | -------------------------------------- | -------------------------------------- | -------------------------------------- |
| 1997                                   | Hamilton                               | 6. Młodzieżowe Mistrzostwa Świata Teamów | Juniorzy                               | Russia                                 | 3                                      |

### Zawody europejskie
| Zawody europejskie. Konkurencja teamów | Zawody europejskie. Konkurencja teamów | Zawody europejskie. Konkurencja teamów    | Zawody europejskie. Konkurencja teamów | Zawody europejskie. Konkurencja teamów | Zawody europejskie. Konkurencja teamów |
| Rok                                    | Miejsce                                | Zawody                                    | Kategoria                              | Drużyna                                | Pozycja                                |
| -------------------------------------- | -------------------------------------- | ----------------------------------------- | -------------------------------------- | -------------------------------------- | -------------------------------------- |
| 1996                                   | Cardiff                                | 15. Młodzieżowe Mistrzostwa Europy Teamów | Juniorzy                               | Russia                                 | 2                                      |